# 吃豆人全明星
《吃豆人全明星》是英國工作室「生物實驗室」開發的休閒遊戲，英寶格2002年發行於Microsoft Windows。多名玩家在遊戲控制自己的角色，在賽場收集盡可能多的豆子。